# Dianema pasiastoogonowa
Dianema pasiastoogonowa (Dianema urostriatum) – gatunek słodkowodnej ryby sumokształtnej z rodziny kiryskowatych (Callichthyidae). Jest komercyjnie poławiana dla potrzeb akwarystyki.

## Nazwa
W literaturze często opisywano ten gatunek pod błędnie zapisywaną nazwą Dianema urostriata. Nazwa Dianema jest rodzaju nijakiego, dlatego poprawny zapis epitetu gatunkowego to urostriatum.

## Występowanie
Ameryka Południowa (Brazylia) – dorzecze Amazonki.

## Budowa ciała
Ciało wydłużone, torpedowate, osiąga do 12 cm długości całkowitej (8,4 cm SL). Od pokrewnej dianemy długowąsej odróżnia się czarno-białym poziomym paskowaniem płetwy ogonowej. Dymorfizm płciowy uwidoczniony jest w grubszych cierniach płetw piersiowych u samców.

## Biologia
Dianemy pasiastoogonowe są rybami ławicowymi. Budują gniazda z piany. Strzegą ikry oraz zajmowanego rewiru.

## Warunki w akwarium
| Zalecane warunki w akwarium | Zalecane warunki w akwarium                                  |
| --------------------------- | ------------------------------------------------------------ |
| Zbiornik                    | minimum 80 cm długości                                       |
| Temperatura wody            | 22–28 °C                                                     |
| Twardość wody               | miękka do średnio twardej, 4–15°n                            |
| Skala pH                    | 6,5–7,5                                                      |
| Pokarm                      | żywy oraz w płatkach                                         |
| Uwagi                       | gęsta obsada roślin oraz dużo wolnej przestrzeni do pływania |